# 옹포항
옹포항은 제주특별자치도 제주시 한림읍 옹포리에 위치한 어항이다. 2004년 9월 23일 어촌정주어항으로 지정되었다. 관리청은 제주시, 시설관리자는 제주시장이다.

## 어항 연혁
- 옹포리(瓮浦里)에 언제부터 사람이 살았는지 확실한 연대는 알 수 없다. 구전에 의하면 서기 1200년초 고려시대 이전부터 사람이 살기 시작한 것으로 추정된다. 서기 1271년(고려원동 12년) 고려장군 김통정이 삼별초군을 이끌고 명월포(현 옹포포구)로 들어와 해안망태(海岸望台)와 본성을 축조하여 명월진(明月鎭)을 두었다. 서기 1510년 (중종 5년) 목사 장임(張琳)이 팽나무로 명월성을 축조하였으며 서기 1592년(선조 25년)에 목사 이경록이 돌로 명월성을 개축하여 명월포구(현 옹포포구)를 이용 비양도 앞바다에 정박중인 왜선들과 교역을 하여 왔다.

## 어항 구역
- 수역: 91,513m2

## 어항 시설
- 1992년 물양장 30.4m, 선착장 11.2m축조를 시작으로 현재까지 방파제 175m, 선착장 391m, 물양장 80m가 축조되어 있다.